# التحفيظ العقاري في المغرب

شعار الوكالة الوطنية للمحافظة العقارية، هيئة إدارية تابعة لوزارة الفلاحة والصيد البحري، مسؤولة عن التحفيظ العقاري بالمغرب

التحفيظ العقاري هو مجموعة من الإجراءات والعمليات التي ينبغي إتباعها لجعل العقار خاضعا لنظام التحفيظ العقاري وهذه الإجراءات ترمي في النهاية إلى تأسيس رسم للملكية مسجل بسجل عقاري.
وتعتبر أستراليا الجنوبية مهمد نظام التحفيظ العقاري خاصة نظام التسجيل العيني والذي عرف بنظام تورانس نسبة إلى مبدعة «روبر تورانس» والذي استمدت منه أغلب الدول نظامها العقاري ومن بينها المغرب عن طريق المستعمر الفرنسي من اجل حماية مصالحه وتسهيل تملك الأجانب للأراضي وكذا تجربة مدى قدرة هذا النظام على النجاح لذلك فان سلطات الحماية لم تتأخر في سن قانون التحفيظ العقاري من خلال ظهير 9 رمضان 1331 الموافق ل 12 غشت 1913، وقد عرف هذا الظهير مجموعة من التعديلات كان أخرها الإصلاح العقاري لسنة 2011 بمقتضى القانون رقم 14.07 وذلك بغية جعله أكثر ملائمة مع الواقع الحاضر، وبالإضافة إلى الظهير السابق فان نظام التحفيظ العقاري يخضع أيضا لمجموعة من القوانين كظهير 2 يونيو 1915 المحدد للتشريع المطبق على العقارات المحفظة والذي تم نسخه بمقتضى القانون رقم 39.08 المتعلق بمدونة الحقوق العيينة وغيرها من القوانين الأخرى.

## خصائص التحفيظ العقاري
• بيع عقار من أملاك الدولة الخاصة أو المقايضة عليه.

• العقار الكائنة في مناطق التحديد الإداري في حالة التعرض على تحديدها. 

• التحفيظ الإجباري للمجموعات السكنية والتجزئات.

• مقايضة العقار محبس تحبسا عموميا .

• التحفيظ الإجباري بناء على أمر من المحكمة. 

• حالة التحفيظ الإجباري التي أتى بها قانون 14.07 المتمم والمعدل لظهير التحفيظ العقاري المنصوص. عليها في الفصول 1.51 إلى 19.51 ظ ت ع.

• تحفيظ أرض مخز نية موضوع تحديد إداري مصادق عليه تقدمت به مصلحة الأملاك المخزنية.

• تحفيظ أرض منزوع ملكيتها لأجل المنفعة العامة.

• تحفيظ العقارات المخزية الناجمة عن التحويل من الملك العام بعد استكمال الإجراءات المسطرية للتحديد الإداري والتحويل .

• تحفيظ أرض جماعية موضوع تحديد إداري مصادق عليه تقدمت به سلطة الوصاية على الجماعات.

• تحفيظ عقارات داخل دوائر ضم الأراضي يكون التحفيظ فيها إجباري.

• تحفيظ عقارات داخل مناطق التحفيظ الجماعي للأملاك القروية.

## مستجدات القانون العقاري
المبحث الأول : مطلب التحفيظ
المطلب الأول : الأشخاص الذين يحق لهم تقديم مطلب التحفيظ
المطلب الثاني : شكليات مطلب التحفيظ
المبحث الثاني : الإعلان عن إجراءات التحفيظ العقاري وعمليات التحديد 
المطلب الأول : الإعلان عن إجراءات التحفيظ
المطلب الثاني : عمليات التحديد
المبحث الثالث : قرارات المحافظ العقاري بشأن مطلب التحفيظ
المطلب الأول : قرار إلغاء أو رفض مطلب التحفيظ
المطلب الثاني : قرار تأسيس الرسم العقاري
اتقييد